# Personal shopper

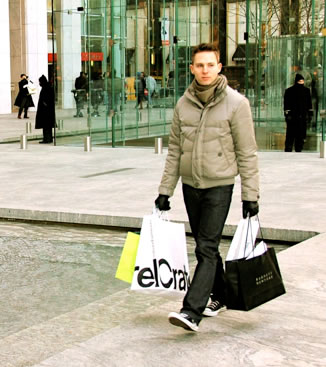
Un personal shopper en mission

Le personal shopper, aussi appelé assistant d’achat ou commis aux commandes personnelles, est un métier de conseil au service de particuliers. Son rôle est d'orienter le client vers le produit qui convient à son style, ses goûts et son budget. Certains sont employés par les boutiques et grands magasins, d'autres travaillent en tant qu'indépendants ou n'offrent qu'un service en ligne. Leurs conseils portent en général sur les vêtements, même si le nombre de boutiques non vestimentaires qui offrent ce service, tels que les magasins d'ameublement, est en hausse, et maints commis aideront leurs clients dans la recherche de tout article dont ils ont envie.

## Les compétences requises
Il est essentiel d'être au courant des tendances de la mode mais par-dessus tout de savoir entretenir un bon rapport avec son client et comprendre des envies souvent difficilement exprimées. Cela dit, il n'existe pas de qualification pour reconnaître les compétences auxquelles ce métier a recours.
Les capacités d'organisation sont toutefois souvent mises en avant par les personal shoppers.